# Heroes (Måns Zelmerlöw)

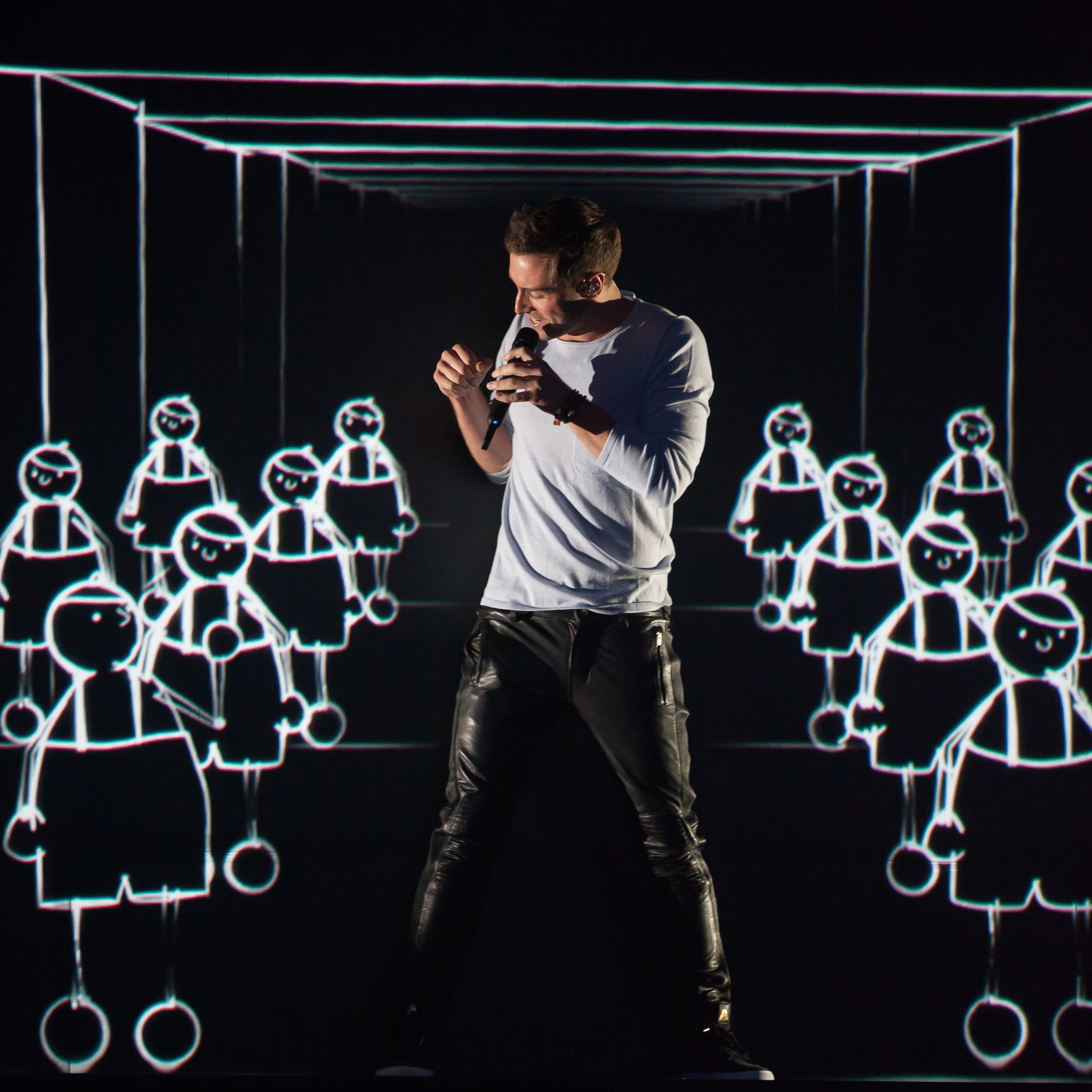
Måns Zelmerlöw framför Heroes vid Eurovision Song Contest i Wien.

"Heroes" är en svensk poplåt inspelad och framförd av Måns Zelmerlöw. Text och musik är skriven av Anton Hård af Segerstad, Joy Deb och Linnea Deb.

## Melodifestivalen
"Heroes" framfördes som ett tävlande bidrag i Melodifestivalen 2015 i den fjärde deltävlingen i Örebro den 28 februari, vilken den vann med 771 423 telefonröster. I finalen i Friends Arena den 14 mars framfördes bidraget med startnummer sex. Under omröstningen fick bidraget nio tolvpoängare (högsta poäng) av elva möjliga från jurygrupperna. I telefonomröstningen fick bidraget 35,1 % av alla röster. "Heroes" vann finalen med 288 poäng före andraplacerade "Jag är fri (Manne leam frijje)" med Jon Henrik Fjällgren på 139 poäng. I och med vinsten blev låten Sveriges representant i Eurovision Song Contest 2015. 

## Eurovision Song Contest
Vid Eurovision Song Contest i Wien framfördes "Heroes" vid semifinal två den 21 maj, vilken den vann med 217 poäng framför andraplacerade Aminata från Lettland på 155 poäng. Finalen ägde rum lördagen 23 maj, och efter omröstningen, som bestod av hälften telefonröster och hälften juryröster, stod Sveriges bidrag som segrare med 365 poäng. Efter finalen redovisades fördelningen av jury- och röstningsresultaten där Sverige fått mest poäng från jurygrupperna och tredje mesta bland telefonrösterna (den italienska gruppen Il Volo fick flest telefonröster). 
Vid Eurovision Song Contest 2016 i Stockholm stod Zelmerlöw som programledare och öppnade den första semifinalen med att framföra en specialversion av "Heroes".    

## Koreografi och scenshow
Koreografi och den berömda streckgubben som interagerar med Zelmerlöw i scenframträdandet är ett samarbete mellan Fredrik Rydman och David Nordström.

## Listframgångar
Låten placerade sig på första plats på den svenska singellistan under mars 2015.
| Topplistor (2015)                            | Högsta placering |
| -------------------------------------------- | ---------------- |
| Australien                                   | 19               |
| Österrike                                    | 1                |
| Belgien                                      | 1                |
| Tjeckien                                     | 69               |
| Danmark                                      | 7                |
| Finland (Suomen virallinen lista)            | 5                |
| Frankrike                                    | 33               |
| Tyskland                                     | 3                |
| Grekland                                     | 1                |
| Ungern (Rádiós Top 40)                       | 12               |
| Island                                       | 1                |
| Irland (IRMA)                                | 10               |
| Italien                                      | 87               |
| Luxemburg                                    | 3                |
| Nederländerna                                | 12               |
| Norge                                        | 4                |
| Rumänien                                     | 58               |
| Ryssland                                     | 3                |
| Slovakien                                    | 48               |
| Spanien                                      | 3                |
| Sverige                                      | 1                |
| Schweiz                                      | 1                |
| Turkiet                                      | 3                |
| Storbritannien (The Official Charts Company) | 11               |